# Ротман, Ленке
Ленке Ротман (швед. Lenke Rothman; 28 марта 1929, Кишкунфеледьхаза, Венгрия — 27 ноября 2008, Лидингё, Швеция) — шведская художница и писательница венгерского происхождения.

## Биография и творчество
Ленке Ротман родилась в 1929 году в Венгрии, в Кишкунфеледьхазе. Её отец занимался изготовлением зонтов, а мать была женским парикмахером. Ленке была старшей из восьмерых детей в семье. В 1944 году Ленке, её мать, братья и сёстры попали в концентрационный лагерь Освенцим (отца ещё ранее забрали в так называемый «трудовой батальон»). Все они погибли в газовой камере, кроме самой Ленке и одного из её братьев. Через некоторое время Ленке отправили работать на фабрику, а в 1945 году она оказалась в Берген-Бельзене, где заболела туберкулёзом.
В 1945 году Ленке Ротман была перевезена в Швецию, где на протяжении шести лет находилась на лечении в больницах и санаториях. Её брат Александр, выживший в Бухенвальде, также прибыл в Швецию в 1947 году. Во время длительного периода постепенного восстановления Ленке начала заниматься рисованием и живописью. В 1951 году она стала самой молодой участницей выставки иностранных художников в Швеции (Utländska konstnärer i Sverige), состоявшейся в стокгольмском Доме художника. В том же году Ленке Ротман начала обучаться в Школе искусств и ремёсел (Konstfackskolan), где познакомилась с писателями Нелли Закс и Сиваром Арнером.
В 1954 году Ленке Ротман вышла замуж за Хермана Абрахамсона и приняла шведское гражданство. В 1957 году она поехала в Италию, в Равенну, где училась в Академии изящных искусств. Вернувшись в следующем году в Швецию, она развелась с мужем и вышла замуж за Сивара Арнера. В 1960 году у них родился сын Элиас.
Первая персональная выставка художницы состоялась в 1960 году в Стокгольме. В том же году она совершила путешествие в Нидерланды и в Данию. В этот период она часто писала и рисовала растения и морские водоросли, находя в случайных переплетениях растений осмысленные образы и лица. Художница много путешествовала, в том числе в Югославию, Италию и Австрию, где посетила могилу отца. В 1960-х — 1970-х годах она неоднократно принимала участие в выставках в различных городах Швеции и стала членом Королевской академии искусств.
В 1981 году состоялся первый визит Ротман в Нью-Йорк, где её выставка прошла в MoMa PS1. О своём пребывании в США она затем написала книгу «OK OK OK NEW YORK». На протяжении 1980-х годов художница ещё не раз бывала в США, а также посетила Великобританию. В 1990-х годах Ленке Ротман также побывала в Японии, где изучала традиции изготовления бумаги, и в Польше. В 2000 году она стала преподавателем Гётеборгской школы искусств и ремёсел. В 2008 году в Хельсингборге состоялась ретроспективная выставка Ротман, за несколько месяцев до её смерти от лейкемии.
Творческая деятельность Ленке Ротман была исключительно многогранной: помимо рисования и живописи, она занималась скульптурой, опубликовала пять книг, создавала книжные иллюстрации и театральные декорации, участвовала в телепередачах и т. д. Её произведения находятся в Национальном музее Швеции, Музее современного искусства, Гётеборгском художественном музее, а также в частных коллекциях в Швеции и за рубежом.